# 馬克·迪華里斯
馬克·迪華里斯（Mark De Vries，1975年8月24日—），出生在蘇利南的巴拉馬利波，是一名荷蘭足球員，現效力金堡爾，迪華里斯現居住在荷蘭的達埃爾德。

## 早期
迪華里斯生於蘇利南，不過在他六個月大時便與其母親移民至荷蘭的達埃爾德居住至今。迪華里斯年青時曾在本土球隊WGW達埃爾德（WGW Den Helder）踢球。1994年，迪華里斯成為了禾寧丹的一份子，他在這球隊打滾了四個荷甲賽季。 
1998/99球季，迪華里斯轉會至查莫斯。1999年他加盟了多德勒支。

### 赫斯
2002年7月，當時赫斯領隊奇治·尼雲羅致了迪華里斯。2003年2月，他協助球會打進了蘇格蘭聯賽盃四強，其後赫斯以第3名完成蘇超賽季。他代表赫斯上陣了72場並攻入29球，他最令赫斯支持者所憶起的是他在2002年8月首發對喜百年的同市打比戰中連中四元，最終赫斯以5-1勝出。
2003年11月6日，迪華里斯射入奠勝球擊敗波爾多。
2004年12月21日，赫斯方面拒絕了昆士柏流浪對迪華里斯的斟介，此外錫菲聯和普利茅夫都相繼表示希望簽下迪華里斯。

### 李斯特城
2005年1月6日，原赫斯領隊奇治·尼雲上任李斯特城領隊後簽入了迪華里斯和其隊友阿倫·梅貝利。迪華里斯對於轉會至李斯特城說道：
|  | 我與奇治·尼雲在赫斯共事了兩年半的時間，我與他相處得很好。我希望再有機會在他手下效力。當然，離開赫斯是一個重大的決定，因為我很享受我在赫斯的時光，但我最終還是要前往李斯特。我估計你會說我是一個英式前鋒。我在蘇格蘭一切都很好，在赫斯我環顧四週便有良好的感覺，同樣我在獲加球場亦有相同的感覺，我希望這種感覺會再次變得更好。這個主場的感覺令人難以置信。 |

2005年1月8日，迪華里斯在足總盃第三回對黑池的賽事中首次上陣。當季他代表李斯特城上陣了20場。首球則是在對米禾爾的賽事中攻入。
05/06球季的上半季，迪華里斯經已攻入了9球，其中包括足總杯賽事對熱刺的奠勝球。2005年9月20日，他在聯賽盃對黑池的賽事中帶上隊長臂章並為李斯特城攻入兩球，協助球隊勝出。
當迪華里斯為球隊上陣了35場後，奇治·尼雲不久後被解僱，他亦被外借至海倫芬。其後，他拒絕了海倫芬正式轉會的請求，最終在06/07球季被李斯特城外借至ADO海牙。他斯在ADO海牙上陣27場僅攻入兩球。
2007年6月7日，迪華里斯和羅拔·杜格拉斯雙雙被置於可供出售名單。雖然是這樣，不過他仍獲在對屈福特的賽事中上陣，並攻入了1球助李斯特城以4-1擊敗對手。9月18日，他在聯賽杯對諾定咸森林的賽事中最後一次代表李斯特城上陣，最終該場比賽以3-2勝出，他交出了一個助攻。
10月1日，迪華里斯被外借至列斯聯一個月。10月2日，他在對奧咸的賽事中首次上陣。10月6日，迪華里斯在對伊奧維的賽事中攻入加盟以來首球。10月25日，列斯聯由於他受傷的關係終止了他的借用期，他總共代表列斯聯上陣4場而且攻入1球。然而，在11月12日，他再次被外借至列斯聯。2008年1月25日，他被李斯特城所放棄。

### 登地聯
就在迪華里斯被李斯特城放棄同日，他轉投了登地聯重遇惜日的領隊奇治·尼雲。他在蘇格蘭聯賽盃決賽對格拉斯哥流浪的賽事中攻入其轉投的首球，聯賽入球則在六天後對馬瑟韋爾的賽事中攻入。迪華里斯在2008年6月約滿後，被金堡爾邀請前往試腳。

### 金堡爾
2008年8月28日，迪華里斯加盟金堡爾。他在處子戰對艾文的賽事中攻入1球，協助球隊以6-2大勝對手。

## 榮譽
登地聯
- 蘇格蘭聯賽盃: 2007-08

## 外部連結
- 足球数据库：馬克·迪華里斯的球员统计数据
- Profile （页面存档备份，存于） at londonhearts.com （页面存档备份，存于）